# الیسانلی
آلیشانلی (به لاتین: Alışanlı) یک منطقهٔ مسکونی در جمهوری آذربایجان است که در شهرستان ماساللی واقع شده‌است.

## خصوصیات
آلیشانلی ۹۲۴ نفر جمعیت دارد.

## دین
در مسجد جامع روستای آلیشانلی یک هیئت مذهبی وجود دارد.